# Göncruszka
Göncruszka es un pueblo húngaro perteneciente al condado de Borsod-Abaúj-Zemplén, distrito de Gönc.

## Superficie
Cuenta con una superficie de 16,70 kilómetros cuadrados.

## Demografía
Hasta 2023 la población era de 658 habitantes, con una densidad de población de 39,40 habitantes por kilómetro cuadrado.
| Gráfica de evolución demográfica de Göncruszka entre 2018 y 2023 |
|                                                                  |
| Datos según la Oficina Central de Estadística de Hungría.        |